# Landbrücke (Geopolitik)

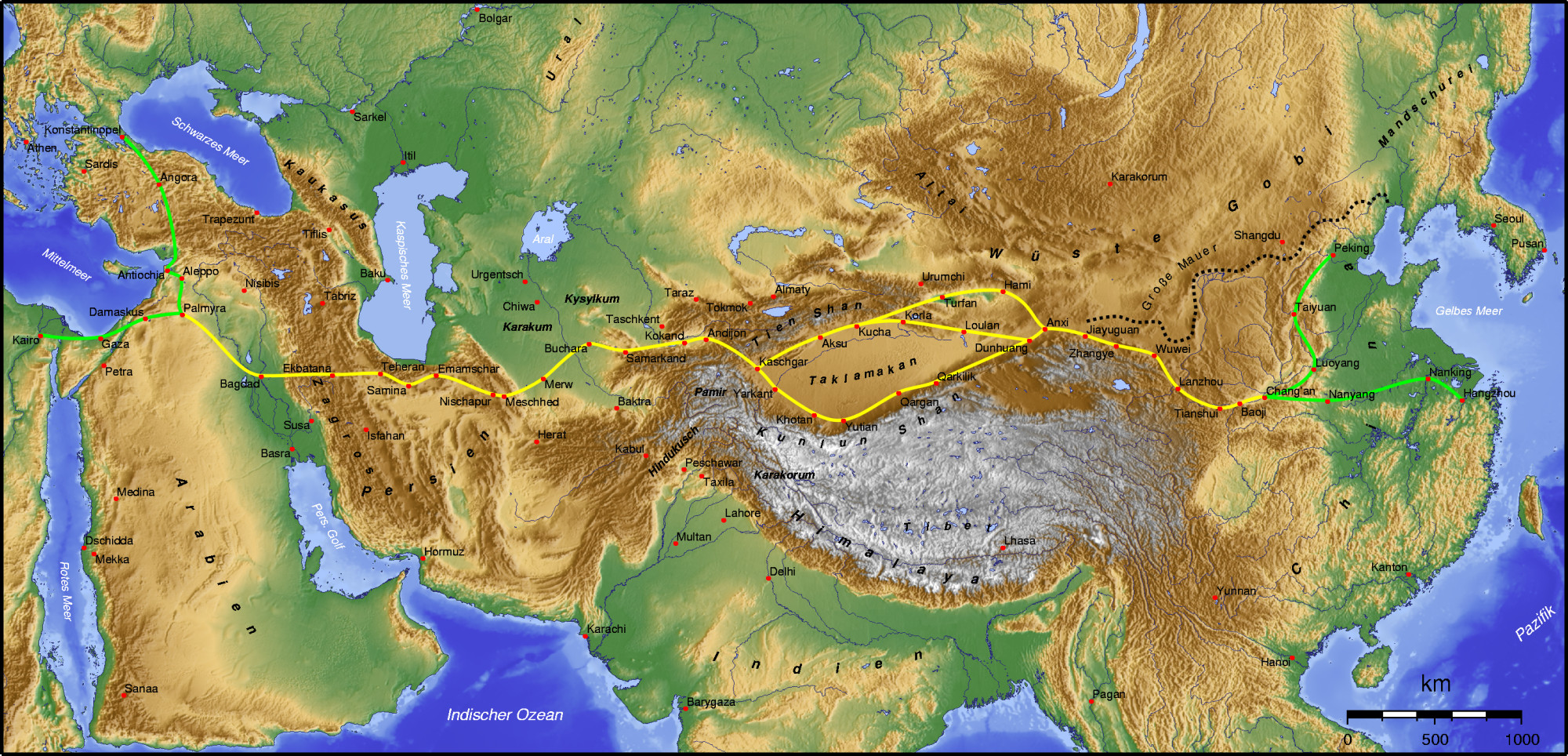
Verlauf der Seidenstraße im Mittelalter

Mit Landbrücke werden zwischen verschiedenen Regionen und Kontinenten vermittelnde Routen und Handelsstraßen und -korridore bezeichnet.

## Geschichte
Die Anfang des 20. Jahrhunderts formulierte Geopolitik versuchte nach eigenem Anspruch, die geographische Lage von Ländern und Kontinenten politisch zu deuten. Möglich wurde diese erst, seitdem der Globus um 1900 vollständig kartographiert worden war. Nach dem Ersten Weltkrieg kam es insbesondere in Deutschland zu einer Vielzahl geopolitischer Vorschläge und Wirklichkeitsentwürfe, die weniger zwischen Regionen oder Nationalstaaten unterschieden als vielmehr rivalisierende ‚Großräume‘ oder Kontinente zu verknüpfen versuchten. Unter anderem mit dem  Atlantropa-Projekt wurde propagiert, eine Landbrücke zwischen Europa und Afrika in Form eines gigantischen Staudamms bei Gibraltar zu schlagen. In dem Zusammenhang sind geopolitische Begriffe und Vorstellungen wie Landbrücke eher Teil einer ästhetischen Praxis zur Erzeugung von Weltbildern als Teil eines wissenschaftlichen oder ideologischen Instrumentariums.

## Beispiele
- Bekannt und bis in die Gegenwart von Bedeutung ist die Seidenstraße.
- Die Neue eurasische Kontinentalbrücke, ist eine 10.870 Kilometer lange Eisenbahnverbindung, die Rotterdam in Europa mit der ostchinesischen Hafenstadt Lianyungang in der Provinz Jiangsu verbindet.